# Fischeria scandens
Fischeria scandens är en oleanderväxtart som beskrevs av Dc.. Fischeria scandens ingår i släktet Fischeria och familjen oleanderväxter. Inga underarter finns listade i Catalogue of Life.